# Schlachtzeichen
Schlachtzeichen ist der erste lange Film des Schweizer Regisseurs Thomas Imbach. In seinem Debütfilm von 1988 setzt sich der Regisseur mit der 600-Jahr-Feier der Schlacht von Sempach auseinander. Er untersucht die militärische Mythologisierung und die Rolle dieser Heldenfeier für die Schweizer Identität. Schlachtzeichen bekam die Studienprämie vom EDI.

## Handlung
In seinem ersten Film befasst sich Imbach mit dem Mythos um die Schlacht von Sempach und Winkelried. Anlässlich der 600-Jahr-Feier dieser bedeutenden Schlacht rollt er dokumentarisch und kolportierend, mit Elementen des Spielfilms und der Reportage, deren Heldenverehrung auf. Diese folgt stets derselben militärischen Ideologie: Winkelrieds Martyrium steht für die Aufopferungsbereitschaft des eidgenössischen Soldaten. Die führenden Militärs benützten den Sempacher Helden bereits vor hundert Jahren als Vorbild für die Aufopferungsbereitschaft des einzelnen für die Gemeinschaft, der Freiheit der Nation zuliebe. Schlachtzeichen macht entlarvend deutlich, dass die Worte und Parolen der Militärs immer noch gleich sind, sich aber Gesellschaft und Umwelt dramatisch gewandelt haben. Im Zentrum des Films stehen auch Fragen nach der Identität der Schweiz, die Imbach immer wieder mit gegensätzlichen Bildern aufwirft. Der Film ist mit satirischem Humor durchzogen.

## Hintergrund
Schlachtzeichen ist das erste Werk des Regisseurs Thomas Imbach. Er setzt bewusst eine vielschichtige Erzählperspektive ein und kombiniert klassische Film- und raue Videobilder, die entsprechend montiert werden.

## Kritik
«Mit offenen Augen sieht da einer festliches Treiben, patriotisches Brüsten und rockigen Massentanz und setzt Bezüge mit Zitaten aus Filmen der Kriegszeit und mit gespielten Szenen einer Gruppe von Soldaten, die zur Schlachtfeier von Sempach abgeordnet worden sind. Phantasievoll werden die ‹Funde› zu einem Film collagiert, der wohl nicht ‹vaterländische Lobgesänge› anstimmt, dafür aber weckend auf den Zuschauer wirkt, indem Mythen und Heldenverehrung, Armee und Autobahn einmal zur Kritik freigegeben werden.»
Fred Zaugg, Der Bund, 1988